# Kåre Hedebrant

Kåre Hedebrant (a sinistra) in Lasciami entrare (2008)

Kåre Hedebrant (Hässelby, 28 giugno 1995) è un attore svedese.

## Carriera
È principalmente conosciuto per il ruolo di Oskar, il protagonista del film horror svedese del 2008 Lasciami entrare, ruolo che ha interpretato all'età di dodici anni. Per tale interpretazione, Hedebrant ha ricevuto una nomination (condivisa con Lina Leandersson), alla trentesima edizione del Young Artist Award. Altre nomination ricevute includono l'Online Film Critics Society Awards 2008 e il Fangoria Chainsaw Awards 2009.
In seguito, Hedebrant ha interpretato il ruolo da protagonista in Amors Baller, una commedia romantica norvegese diretta da Kristoffer Metcalfe.
Ha lavorato nella serie televisiva svedese di fantascienza Real Humans (titolo in svedese: Äkta människor), iniziata nel 2012, la cui seconda stagione ha avuto inizio con la trasmissione del primo episodio il 1º dicembre 2013 alla televisione svedese. Nella serie, Hedebrant interpreta Tobias Engman (soprannominato "Tobbe"), il secondo figlio dei coniugi Engman.

## Filmografia

### Cinema
- Lasciami entrare (Låt den rätte komma in), regia di Tomas Alfredson (2008)
- Amors Baller, regia di Kristoffer Metcalfe (2011)
- Lakshmi, regia di Ahmed Abdullahi - cortometraggio (2015)

### Televisione
- 15 - Det är mitt liv, regia di vari registi – miniserie TV, 1 episodio (2011)
- Anno 1790 - serie TV, 1 episodio (2011)
- Real Humans (Äkta människor) - serie TV, 20 episodi (2012-2014)

## Doppiatori italiani
Nelle versioni in italiano delle opere in cui ha recitato, Kåre Hedebrant è stato doppiato da:
- Mattia Nissolino in Lasciami entrare